# Lokkanahalli, Kollegal
Lokkanahalli là một làng thuộc tehsil Kollegal, huyện Chamarajanagar, bang Karnataka, Ấn Độ.